# ديفيد بوستوك
ديفيد بوستوك (بالإنجليزية: David Bostock)‏ هو دبلوماسي بريطاني، ولد في 11 أبريل 1948، وتوفي في 3 سبتمبر 2016.